# أليس هاميلتون
أليس هاميلتون (بالإنجليزية: Alice Hamilton) (27 فبراير 1869 – 22 سبتمبر 1970) هي طبيبة أمريكية، وباحثة، وكاتبة اشتهرت بريادتها في مجال السلامة والصحة المهنية وعلم السموم الصناعية.
بعد تخرجها في كلية الطب بجامعة ميشيغان عُينت في جامعة هارفارد لتصبح بذلك أول امرأة تنضم إلى طاقم عمل الجامعة. تهتم أبحاثها العلمية بدراسة الأمراض المهنية والآثار الخطيرة التي تتسبب فيها المعادن الصناعية والمركبات الكيميائية. وإلى جانب أبحاثها العلمية كانت هاميلتون ناشطة سياسية تدعو إلى إصلاح نظام الرعاية الاجتماعية، وناشطة مؤيدة للسلام، وفاعلة خير تؤمن بمبدأ النزعة الإنسانية، ومتطوعة في منزل هال في شيكاغو. حازت هاميلتون على العديد من الأوسمة والجوائز، ومن أبرزها جائزة ألبيرت لاسكر للخدمة الاجتماعية لمساهماتها في الخدمات العامة.

## التعليم
اعتاد آل هاميلتون تعليم أبنائهم في منزل العائلة في سن مبكر. والتزمت أليس هاميلتون بتقاليد النساء في عائلة هاميلتون عن طريق استكمال التعليم في سن مبكرة في مدرسة مس بورتر للسيدات اليافعات في فارمينغتون، كونيتيكت بداية من 1886 حتى 1888. إلى جانب أليس تخرجت ثلاثة من عماتها وأخواتها الثلاثة في نفس المدرسة.
رغم أن حياة هاميلتون كانت تتسم بالرغد والترف في مدينة فورت واين فقد كانت تتطلع إلى خدمة البشرية بكل ما لديها من عزم، ولذا وقع اختيارها على مهنة الطب كوسيلة لكسب الرزق. كانت هاميلتون قارئة نهمة، وذكرت في كتاباتها الأعمال الأدبية التي دفعتها للانخراط في مهنة الطب رغم أنها لم تتدرب لأداء تلك المهنة على الإطلاق، وقالت: «نويت الرحيل إلى طهران برفقة طبيب مبشر بعد أن فُتنت بما قرأت عن بلاد فارس في كتاب «واحة مرو الشاهجان» من تأليف إدموند أودنوفان. لم أكن واثقة من قدرتي على أداء تلك المهمة، لكن إن كان بوسعي مساعدة المرضى فسأفعل».
بعد عودتها إلى إنديانا من مدرسة كونيتيكت درست هاميلتون العلوم في المدرسة الثانوية، ودرست علم التشريح في كلية فورت واين للطب لمدة عام قبل أن تلتحق بكلية الطب في جامعة ميشيغان عام 1892. وهناك حصلت هاميلتون على فرصة التعلم على يد مجموعة متميزة من الرجال مثل: عالم الأدوية جون جاكوب أبل، وعالم الفسيولوجيا ويليام هنري هاول، وعالم الجراثيم فرديريك جورج نوفي، وعالم الكيمياء الحيوية فيكتور س. هيو، وعالم الطب جورج دوك. وفي آخر سنة دراسية انضمت أليس إلى طاقم عمل الدكتور دوك، وكانت مسؤولة عن تسجيل تواريخ المرضى وإجراء التجارب السريرية. حصلت هاميلتون على درجة الطب من الجامعة عام 1893.
في الفترة 1893-1894 اختتمت هاميلتون تدريبها في مستشفى النساء والأطفال في شمال غرب منيابولس، وفي مستشفى نيو إنجلاند للنساء والأطفال في روكسبيري (ضاحية من ضواحي بوسطن، ماساتشوستس) حتى تحظى ببعض الخبرة السريرية. ولكن أليس لم تكن مهتمة بالانخراط في ممارسة مهنة الطب ولذلك عادت إلى جامعة ميشيغان في فبراير 1895 لدراسة علم الجراثيم تحت إشراف فريدريك جورج نوفي. وإلى جانب ذلك أبدت هاميلتون اهتمامها بالصحة العامة.
سافرت أليس في خريف 1895 مع أختها الكبرى إديث إلى ألمانيا. كانت أليس تنوي استكمال دراسة علم الجراثيم آخذة بنصيحة أساتذة ميشيغان، بينما كانت أختها مهتمة بدراسة الأدب الكلاسيكي. وقد واجهت الأختان بعض الاعتراض على رغبتهما في الدراسة في الخارج. رغم أن أليس تلقت ترحيبًا حسنًا في فرانكفورت لكن طلبها للدراسة في برلين قوبل بالرفض. وتعرضت الأختان إلى بعض السلوكيات المتحيزة ضد النساء في جامعات ميونيخ ولايبزيخ.
وبعد عودة أليس إلى الولايات المتحدة في سبتمبر 1896 استأنفت دراساتها العليا لمدة عام في كلية الطب بجامعة جون هوبكينز. وفي تلك الأوقات كانت تعمل بجانب سايمون فليسكنر في مجال التشريح المرضي. وإلى جانب ذلك فقد حصلت على فرصة التعلم من ويليام هنري ويلش وويليام أوسلر.

## حياتها العملية

### التحقيقات الطبية
بدأت هاميلتون حياتها المهنية الطويلة في مجال الصحة العامة والسلامة المهنية عام 1910 بعدما عينها حاكم ولاية إلينوي تشارلز سامويل دنين محققة طبية لدى مجلس إلينوي للأمراض المهنية الذي أسسه حديثًا. قادت هاميلتون تحقيقات المجلس التي ركزت على السموم الصناعية مثل الرصاص وغيره من السموم. وأعدت هاميلتون تقريرًا بعنوان «مسح إلينوي» وثقت فيه نتائج التحقيقات بشأن العمليات الصناعية التي تعرض العمال للتسمم بالرصاص وغيرها من الأمراض الأخرى. أدت جهود المجلس إلى إصدار أول قانون بشأن تعويض العمال في إلينوي عام 1911، وفي إنديانا عام 1915، إلى جانب قوانين مكافحة الأمراض المهنية في عدة ولايات أخرى. وأجبرت تلك القوانين الحديثة أصحاب الأعمال على أخذ احتياطات السلامة والأمان من أجل الحفاظ على صحة العمال.
بحلول عام 1916 أصبحت هاميلتون من بين أكبر المسؤولين عن مكافحة التسمم بالرصاص في الولايات المتحدة. وعلى مدار العقد التالي حققت في أمر نطاق واسع من المشاكل المُوكلة إلى عدة لجان صحية فيدرالية ومحلية كذلك. اهتمت هاميلتون بدراسة الأمراض الناتجة عن السموم الصناعية، ودراسة آثار بعض المواد الصناعية الأخرى مثل صبغات الأنيلين، وأول أكسيد الكربون، والزئبق، ورباعي إيثيل الرصاص، والراديوم، والبنزين الأروماتي، وغازات ثنائي كبريتيد الكربون وكبريتيد الهيدروجين. في أحد مؤتمرات خدمة الصحة العامة عن استخدام الرصاص في الجازولين عام 1925، قدمت أليس شهادتها ضد استخدام الرصاص ومركباته وحذرت من خطره تجاه العامة والبيئة. ورغم ذلك سمحت الحكومة باستمرار استخدام مركبات الرصاص في وقود السيارات. في عام 1998 قدرت وكالة حماية البيئة الأمريكية عدد الأطفال المصابين بالتسمم بالرصاص بسبب وقود السيارات على مدار الستة عقود الماضية بنحو 68 مليون طفل.
ومن أبرز أعمالها صناعة أبيض الرصاص وأكسيد الرصاص أثناء عملها محققة خاصة لدى مكتب إحصائات العمل في الولايات المتحدة. وقد بادرت هاميلتون في تطوير علم الأوبئة المهنية والصحة المهنية باستخدام أساليب مكافحة انتشار الأوبئة التي تقتضي زيارة المصانع بصفة دورية، وإجراء المقابلات مع العمال، وتجميع بيانات حالات التعرض إلى التسمم، إلى جانب ريادتها علم اختبار السموم الناشئ. وإلى جانب ذلك أسست هاميلتون مجال طب الصناعة التخصصي في الولايات المتحدة. وكانت نتائج أبحاثها مقنعة من ناحية علمية وقد أدت إلى تحقيق إصلاحات شاملة في مجال الصحة تتضمن إصلاح القوانين الحالية وتعديل السلوكيات والعادات المتبعة لتحسين صحة العمال.v
وفي أثناء الحرب العالمية الأولى كلفها الجيش الأمريكي باكتشاف سبب الداء الغامض الذي يصيب العمال في مصانع الذخيرة في نيو جيرسي. وبناءً عليه قادت أليس فريقًا من الباحثين من بينهم جورج مينوت (أستاذ في جامعة هارفارد). استنتج فريقها أن سبب المرض هو تعرض العمال لمادة ثلاثي نيترو تولوين المتفجرة (التي إن تي) بشكل مباشر. ثم أوصت بأن يرتدي العمال ألبسة واقية تُنزع وتُغسل في نهاية كل وردية، الأمر الذي أدى إلى حل المشكلة.
تتضمن أبرز أبحاث هاميلتون دراساتها عن تسمم عمال المعادن بغاز أول أكسيد الكربون، تسمم صانعي القبعات بالزئبق، وإصابة أيادي عمال المطارق الثاقبة بالضعف. وبناءً على طلب وزارة العمل الأمريكية حققت أليس في أمر الصناعات المختصة بصناعة المتفجرات حيث يعاني عمال نحت الأحجار الجيرية في بيدفورد، إنديانا، من أنيميا تشنجية؛ وطُلب منها كذلك التحقيق في أمر ارتفاع نسبة الإصابة بالدرن الرئوي بين عمال نحت أضرحة الموتى في طواحين الجرانيت في كوينسي، ماساتشوستس، وفي بار، فيرمونت. كذلك كانت هاميلتون عضوًا في لجنة التحقيقات العلمية في أسباب الوفاة من الدرن في الحرف الترابية، وقد أدت جهودها إلى تمهيد الطريق أمام الدراسات المستقبلية وإصلاح العادات المتبعة في تلك الصناعات بصفة شاملة.

### عملها كأستاذة مساعدة في كلية هارفارد الطبية
في يناير 1919 عُينت هاميلتون أستاذة مساعدة في قسم طب الصناعة الناشئ في كلية هارفارد الطبية لتصبح بذلك أول امرأة تعمل في إحدى كليات هارفارد. أشادت جريدة نيويورك تريبيون بتعيينها في إحدى العناوين الرئيسية. وعلقت أليس بدورها قائلة: «بلى، أنا أول امرأة تعمل لدى هارفارد، ولكنني لست أول امرأة تستحق ذلك».
لم تحصل أليس على أي ترقية على مدار عملها في هارفارد بداية من 1919 وحتى تقاعدها في 1935، ولم تحصل إلا على سلسلة من التعيينات المؤقتة التي كانت تستمر لمدة ثلاث سنوات. وقد سمحت لها تلك التعيينات النصفية بناءً على طلبها باستئناف أبحاثها وقضاء بضعة أشهر كل عام في منزل هال. واجهت هاميلتون التمييز ضدها كامرأة، إذ استُبعدت من الأنشطة الاجتماعية، ولم يُسمح لها بالانضمام إلى اتحاد هارفارد أو دخول نادي الكلية أو حصولها على نسبة من تذاكر مباريات كرة القدم. وإلى جانب ذلك مُنعت من المشاركة في حفل تخرج الجامعة على خلاف زملائها الرجال.
نجحت هاميلتون في جمع التبرعات لصالح هارفارد في نفس الوقت الذي استمرت في إجراء أبحاثها عن المهن الخطيرة. وأعدت تقارير لوزارة العمل الأمريكية عن الدراسات المتعلقة بعمال مناجم النحاس ونحاتي الصخور في محاجر الأحجار الجيرية في إنديانا. وألفت كذلك كتاب «السموم الصناعية في الولايات المتحدة (1925)»، وهو أول كتاب دراسي أمريكي يتناول تلك القضية، إلى جانب كتاب آخر بعنوان «علم السموم الصناعية (1934)». وكانت هاميلتون معارضة بارزة على إضافة رباعي إيثيل الرصاص إلى وقود السيارات في المؤتمر الذي عُقد في واشنطن عام 1925.
واستمرت هاميلتون في نشطاها السياسي المؤيد لإصلاحات نظام الرعاية الاجتماعي. وقد أدى اهتمامها بالحريات المدنية والسلام وتحديد النسل وقوانين حماية العمال إلى وصفها بالتطرف والتخريب من قبل بعض معارضيها. وفي الفترة 1924-1930 شغلت أليس عضوية لجنة الصحة التابعة لعصبة الأمم. وقد زارت الاتحاد السوفييتي عام 1924 وألمانيا النازية في أبريل 1933. ولاحقًا ألفت مقالة نُشرت في جريدة النيويورك تايمز بعنوان «سواعد هتلر من الشباب». تتحدث المقالة عن كيفية استغلال الشباب من قبل النازيين في فترة ما بين الحربين. وانتقدت أليس التعليم النازي وخاصة التدريبات المنزلية التي أعدوها للبنات.

## الوفاة والإرث
توفيت هاميلتون بسبب إصابتها بالسكتة الدماغية في منزلها في هادلايم، كونيتيكت في 22 سبتمبر 1970 بعمر 101 سنة. دُفنت في مقابر كوف في هادلايم.
كانت هاميلتون باحثة لا تمل ولا تكد في حربها ضد المواد السامة في أماكن العمل. وبعد وفاتها بثلاثة أشهر أصدر الكونغرس الأمريكي قانون الصحة والأمان لتحسين أوضاع العمال وعامل الأمان في أماكن العمل في الولايات المتحدة.

## وصلات خارجية
- أليس هاميلتون على موقع الموسوعة البريطانية (الإنجليزية)